# Phyllachora connarina
Phyllachora connarina är en svampart som beskrevs av Racib. 1914. Phyllachora connarina ingår i släktet Phyllachora och familjen Phyllachoraceae.   Inga underarter finns listade i Catalogue of Life.